# Henri de Ville-sur-Illon
Henri II de Ville-sur-Illon est le soixante-sixième évêque de Toul, de 1409 à 1436. Il était fils de Jean, seigneur de Ville-sur-Illon, et de Marguerite de Villersexel et frère de son prédécesseur Philippe de Ville-sur-Illon.

## Biographie
Charles II, duc de Lorraine et partisan de Benoît XIII, pape d'Avignon n'eut aucun mal à faire nommer son protégé Henri de Ville-sur-Illon comme évêque de Toul. Ce dernier était alors clerc de chapelle dans la suite du pontife et fut consacré évêque le 20 mars 1409. Une fois installé dans son diocèse, Charles II voulut faire valoir des droits supplémentaires par rapport à ceux consentis par les traités passés et Henri prit la défense de la bourgeoisie touloise, se brouillant avec son protecteur. Il envoya le maître échevin de Toul plaider la cause du Toulois devant le roi Charles VI de France et le duc de Lorraine dut renoncer à ses exigences. Le duc tenta d'autres manœuvres qui échouèrent, et il fallut l'intervention de Louis de Bar, cardinal et évêque de Verdun, pour ramener la paix entre le duc et l'évêque. 
En 1411, Henri de Ville se rend à Salzbourg où l'empereur Sigismond de Luxembourg lui accorde l'investiture temporel et le nomme prince du Saint-Empire. En 1414, deux prélats français qui se rendaient au Concile de Constance furent molestés et enlevés dans le Toulois par des brigands. Henri plaça son diocèse sous l'Interdit pour inciter la noblesse à prendre les armes pour se rendre maître des brigands et les troupes d'Henri, celles du duc de Lorraine, du cardinal de Bar, et des évêques de Metz et de Verdun se joignirent pour attaquer le château de Remonville où s'étaient retranchés les brigands. Le château fut pris, ses occupants pendus et l'Interdit fut levé, et Henri se rendit au Concile.
De retour, il dut combattre et vainquit Colard de Foug, qui avait enlevé un prêtre de Toul. En 1430, une nouvelle guerre reprit entre Charles II de Lorraine et la ville de Toul, et les campagnes du Toulois et de Gondreville furent ravagées. En 1429, Jeanne d'Arc jeune fille de Domrémy, dans le diocèse de Toul, quitta la région pour aider le roi Charles VII à chasser les Anglais du royaume. En 1431, le nouveau duc de Lorraine, René d'Anjou fut vaincu et capturé à la bataille de Bulgnéville et Henry tenta de négocier avec le duc de Bourgogne pour obtenir sa libération. 
En 1432, un conflit opposa la ville et le seigneur Robert de Commercy, qui se termina à l'avantage de Toul.
Il meurt au château de Liverdun le 12 mars 1436.